# Lanthanhexaborid
Lanthanhexaborid (LaB6) ist eine anorganische Verbindung aus Bor und Lanthan und gehört zu den Boriden.

## Gewinnung und Darstellung
Lanthanhexaborid kann durch Reaktion von Lanthanoxid mit Natriumborhydrid bei 1200 °C, Lanthanchlorid mit Natriumborhydrid und Magnesium bei 400 °C oder Lanthannitrat mit Bor und einem Brennstoff gewonnen werden.

## Eigenschaften
Lanthanhexaborid ist ein feuerfestes keramisches Material mit einem Schmelzpunkt von 2210 °C. Es ist geruchlos und zeigt eine violette Färbung. Es ist unlöslich in Wasser und Salzsäure.
Lanthanhexaborid besitzt eine kubische Kristallstruktur mit der Raumgruppe Pm3m (Raumgruppen-Nr. 221). Seine Struktur ist seit 1930 bekannt.

## Verwendung

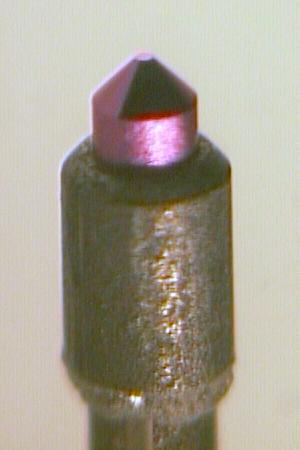
Lanthanhexaborid-Kathode

Das Material ist vakuumstabil und zeichnet sich durch eine extrem niedrige Elektronenaustrittsarbeit von nur 2,7 eV aus. Eingesetzt wird es daher unter anderem in der Plasmatechnik und als Elektronenquelle (Glühkathode) in einigen Elektronenmikroskopen.
Boride wie auch das Lanthanhexaborid können in Form feinster Partikel in geringen Konzentrationen als Laserabsorber einem transparenten Polymer zugemischt werden, ohne dessen sichtbare optische Eigenschaften nennenswert zu ändern. Es wird eine Absorption von Laserstrahlung der Wellenlänge 1064 nm des häufig eingesetzten Nd:YAG-Lasers erreicht. Das kann nach zur Lasermarkierung oder zum Laserschweißen solcher Materialien genutzt werden.
Des Weiteren findet Lanthanhexaborid aufgrund seiner günstigen Reflexlagen Anwendung als Standardsubstanz für quantitative Röntgendiffraktometrie Messungen (XRD).